# Peremoha, Iakîmivka
Peremoha (în ucraineană Перемога) este un sat în comuna Radîvonivka din raionul Iakîmivka, regiunea Zaporijjea, Ucraina.

## Demografie
Componența lingvistică a localității Peremoha
     Rusă (83,33%)
     Ucraineană (16,67%)
Conform recensământului din 2001, majoritatea populației localității Peremoha era vorbitoare de rusă (83,33%), existând în minoritate și vorbitori de ucraineană (16,67%).